# Salle à manger fantastique
Salle à manger fantastique er en fransk stumfilm fra 1899 af Georges Méliès.